# Torchy Runs for Mayor
Torchy Runs for Mayor è un film del 1939 diretto da Ray McCarey. Fu l'ottavo film dei nove facenti parte della serie dedicata a Torchy - reporter d'assalto - che avevano come protagonista Glenda Farrell e Barton MacLane. L'ultimo capitolo della serie, Torchy Blane.. Playing with Dynamite, fu interpretato da Jane Wyman affiancata ad Allen Jenkins nella parte di Steve.

## Trama
Torchy Blane, giornalista d'assalto, sta dietro alle attività illecite di Dolan, un boss criminale della zona che lei sospetta colluso con il sindaco John Saunders. Per averne le prove, Torchy ha posto nell'ufficio del sindaco un dispositivo che le consente di ascoltare cosa succede nella stanza. Le sue indagini preoccupano il fidanzato Steve, un detective, che teme per l'incolumità della ragazza. Gli articoli di Torchy, però, vengono rifiutati dal suo editore e anche altri giornali, a cui lei li presenta, non vogliono pubblicarglieli a causa delle pressioni esercitate da Dolan. L'unico che li accetta è Hogarth Ward, editore di un piccolo giornale che, dopo lo scandalo provocato dall'inchiesta di Torchy, viene proposto come candidato alle imminenti elezioni per il nuovo sindaco della città. Ward, però, viene ucciso da Dolan. Il nuovo candidato risulta inopinatamente Torchy, il cui nome è stato inserito in lista da Steve per scherzo. Con sgomento del detective, Torchy prende la cosa sul serio e concorre alle elezioni, risultando subito favorita. Dolan, allora, la fa rapire ma Steve, aiutato da Gahagan, trova il covo dei banditi che tengono prigioniera la ragazza. L'irruzione della polizia porta all'arresto dei banditi. Il loro capo, però, riesce a fuggire sull'automobile di Gahagan, saltando per aria nell'esplosione che era stata predisposta per far fuori il poliziotto. Quando Torchy vince le elezioni, decide di non voler intraprendere una carriera politica ma di sposare Steve.

## Produzione
La lavorazione del film, prodotto dalla Warner Bros. nei suoi studios di Burbank al 4000 di Warner Boulevard, s Burbank, iniziò a metà febbraio 1939.

## Distribuzione
Distribuito dalla Warner Bros., il film uscì nelle sale cinematografiche statunitensi il 13 maggio 1939. In Messico, fu distribuito con il titolo Secretos del periodismo il 9 aprile 1940.